# Brian Lecomber
Brian Lecomber (* 1945 in London; † 24. September 2015) war ein britischer Kunstflieger und Schriftsteller.

## Leben
Lecomber war Automechaniker und Journalist, Fluglehrer und Abenteurer. Er trieb sich in der Karibik herum, nahm dort bei Flugschulen Jobs als Fluglehrer und Gelegenheitspilot an, investierte sein so verdientes Geld in Kunstflugtraining und trat mit seinem Kunstflug-Doppeldecker, einer Pitts Special (Kennzeichen: G-BOOK), bei Flugshows auf. Den Durchbruch erlebte er mit drei Bestsellern: Kriminal- und Abenteuerromane aus der Welt der Fliegerei, die in sechzehn Sprachen übersetzt wurden und Millionenauflagen erreichten.

## Firebird Aerobatics
Ende der 1970er Jahre schloss er sich dem Rothmans Aerobatic Team an, für das er mehrere Jahre als Wingman flog und gründete 1981 seine eigene Formation, die Firebird Aerobatics.
Unterstützt von wechselnden Sponsoren wie Dunlop, Rover oder Toyota entwickelte sich die in Denham Aerodrome, Buckinghamshire beheimatete Formation zur führenden zivilen Kunstflugstaffel Großbritanniens. Aufgelöst wurde sie 2003, nachdem der letzte Sponsorvertrag ausgelaufen war und sich kein Nachfolger fand. Die Bilanz der 23 Jahre: 2.800 Auftritte solo oder in Formation in 15 Ländern, kein Unfall.

## Bücher
- Letzter Looping, Unionsverlag, 2000 (Originaltitel Turn Killer, erschienen 1975)
- Schmuggelfracht nach Puerto Rico, Verlag Goldmann, 1979 (Originaltitel Dead Weight, erschienen 1976)
- Flug ins Ungewisse, Verlag Schröder, 1979 (Originaltitel Talk Down, erschienen 1978)